# Stenoptilia zophodactylus
Stenoptilia zophodactylus là một loài bướm đêm thuộc họ Pterophoridae. Nó được tìm thấy ở châu Âu, Bắc Mỹ, Nam Mỹ (Ecuador, México và Paraguay), Úc, Nam Phi và Ấn Độ.
Sải cánh dài 16–23 mm.
Ấu trùng ăn các loài thực vật như Centaurium (bao gồm Centaurium erythraea, Centaurium venusta và Centaurium littoralis), Blackstonia (bao gồm Blackstonia perfoliata), Gentiana (bao gồm Gentiana lutea), Gentianella germanica, Gentianella diemensis, Sopubia trifida và Blumea balsamifera.

## Hình ảnh

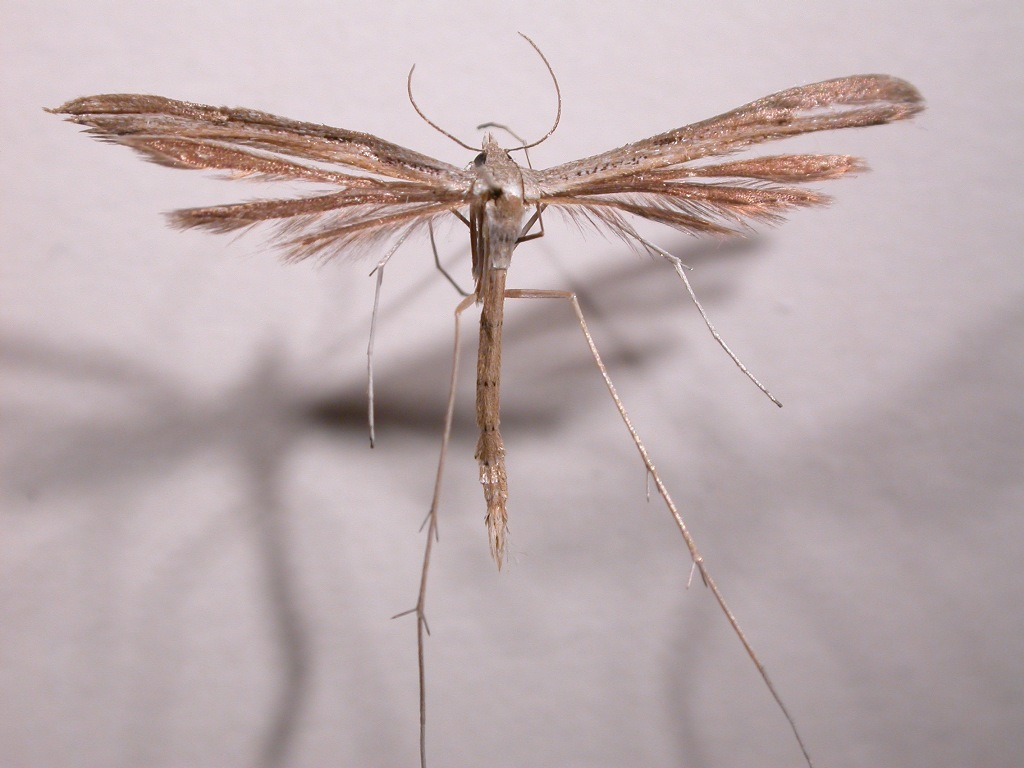
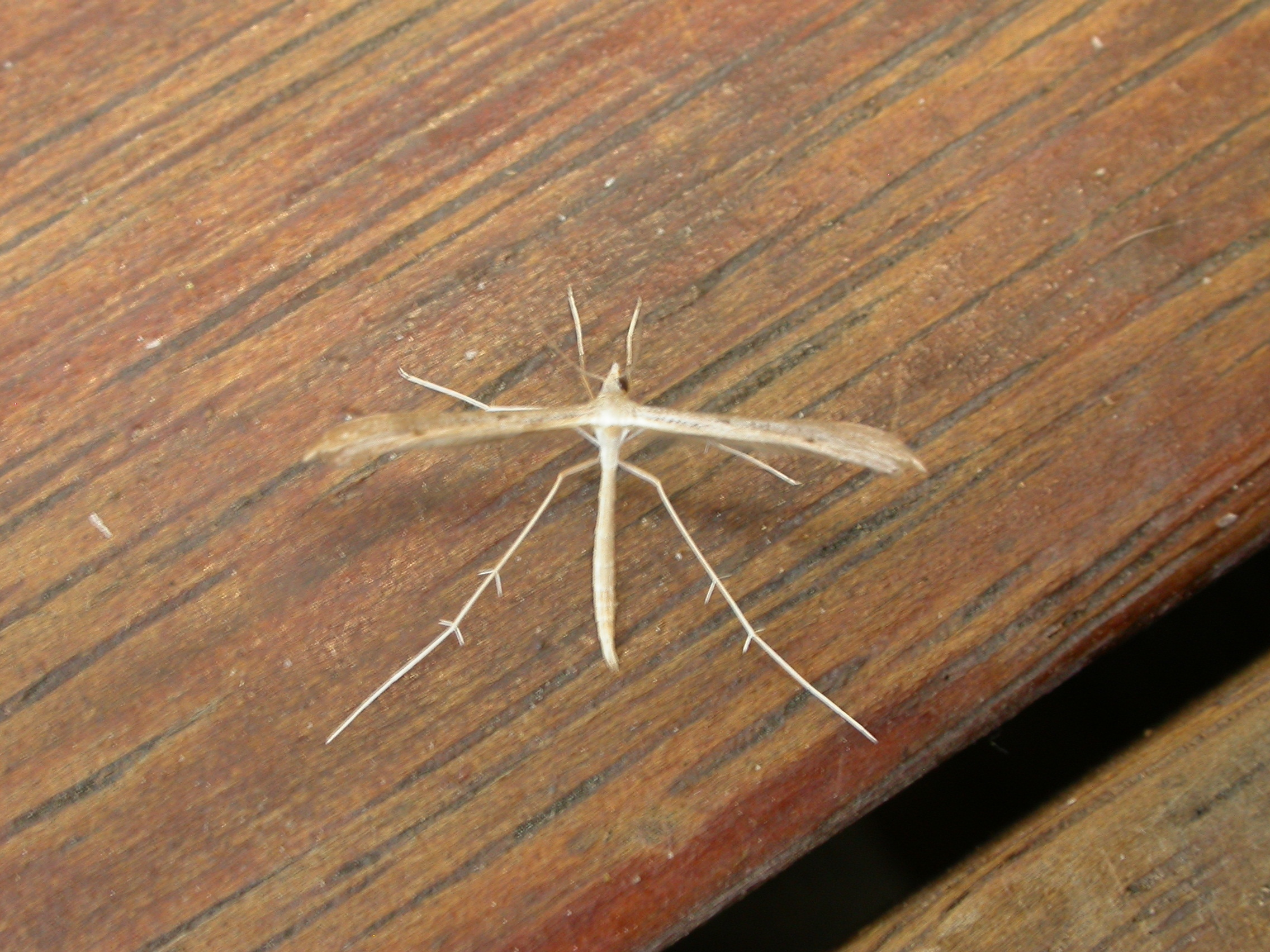
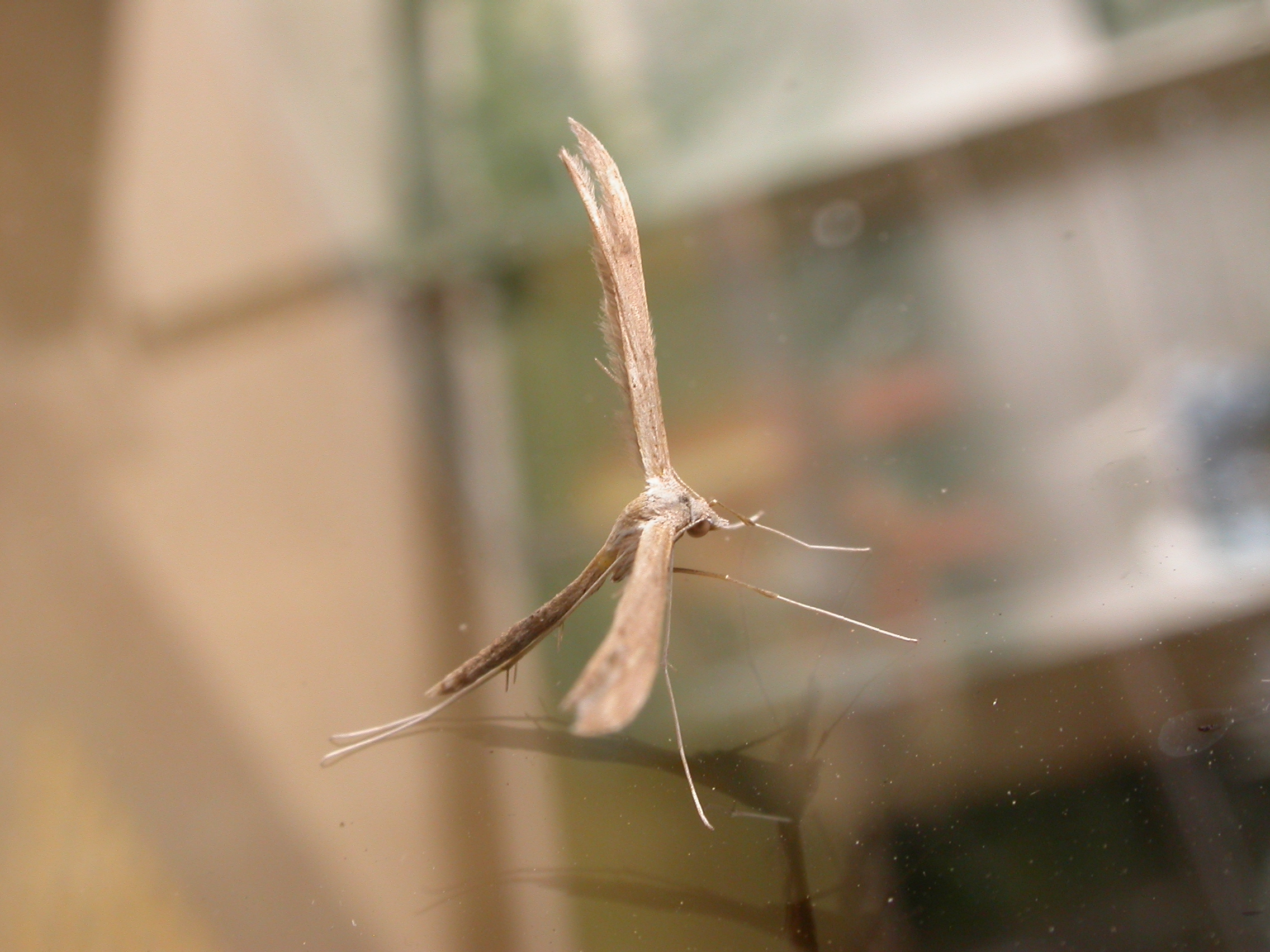